# Sarcophaga sollicitata
Sarcophaga sollicitata är en tvåvingeart som först beskrevs av Jean-Baptiste Robineau-Desvoidy 1863.  Sarcophaga sollicitata ingår i släktet Sarcophaga och familjen köttflugor.
Artens utbredningsområde är Frankrike. Inga underarter finns listade i Catalogue of Life.